# 総務大臣政務官
総務大臣政務官（そうむだいじんせいむかん、英語: Parliamentary Vice-Minister for
Internal Affairs and Communications）は、総務省を担当する大臣政務官。定員は3名。

## 歴代大臣政務官
| 総務大臣政務官（総務省） | 総務大臣政務官（総務省）    | 総務大臣政務官（総務省）     | 総務大臣政務官（総務省）    | 総務大臣政務官（総務省）    | 総務大臣政務官（総務省）       |
| 内閣                     | 内閣                        | 氏名                         | 氏名                        | 氏名                        | 期間                           |
| ------------------------ | --------------------------- | ---------------------------- | --------------------------- | --------------------------- | ------------------------------ |
| 第2次森内閣              | 改造内閣 （中央省庁再編後） | 滝実                         | 山名靖英                    | 景山俊太郎                  | 2001年1月6日 -2001年4月26日    |
| 第1次小泉内閣            | 第1次小泉内閣               | 新藤義孝                     | 山名靖英                    | 景山俊太郎                  | 2001年5月7日 -2001年9月21日    |
| 第1次小泉内閣            | 第1次小泉内閣               | 新藤義孝                     | 山名靖英                    | 山内俊夫                    | 2001年9月21日 -2002年1月8日    |
| 第1次小泉内閣            | 第1次小泉内閣               | 河野太郎                     | 滝実                        | 山内俊夫                    | 2002年1月8日 -2002年9月30日    |
|                          | 第1次改造内閣               | 岩永峯一                     | 吉田六左ェ門                | 岸宏一                      | 2002年10月4日 -2003年9月22日   |
|                          | 第2次改造内閣               | 吉田六左ェ門                 | 平沢勝栄                    | 世耕弘成                    | 2003年9月25日 - 2003年11月19日 |
| 第2次小泉内閣            | 第2次小泉内閣               | 松本純                       | 平沢勝栄                    | 世耕弘成                    | 2003年11月20日 - 2004年4月2日  |
| 第2次小泉内閣            | 第2次小泉内閣               | 松本純                       | （欠員）                    | 世耕弘成                    | 2004年4月3日 -2004年4月5日     |
| 第2次小泉内閣            | 第2次小泉内閣               | 松本純                       | 小西理                      | 世耕弘成                    | 2004年4月6日 -2004年9月27日    |
|                          | 改造内閣                    | 増原義剛                     | 松本純                      | 山本保                      | 2004年9月30日 -2005年9月21日   |
| 第3次小泉内閣            | 第3次小泉内閣               | 増原義剛                     | 松本純                      | 山本保                      | 2005年9月22日 -2005年10月31日  |
|                          | 改造内閣                    | 上川陽子                     | 桜井郁三                    | 古屋範子                    | 2005年11月2日 -2006年9月26日   |
| 第1次安倍内閣            | 第1次安倍内閣               | 谷口和史                     | 土屋正忠                    | 河合常則                    | 2006年9月27日 -2007年8月27日   |
|                          | 第1次改造内閣               | 岡本芳郎                     | 秋葉賢也                    | 二之湯智                    | 2007年8月29日 - 2007年9月26日  |
| 福田康夫内閣             | 福田康夫内閣                | 岡本芳郎                     | 秋葉賢也                    | 二之湯智                    | 2007年9月27日 -2008年8月2日    |
|                          | 改造内閣                    | 坂本哲志                     | 鈴木淳司                    | 中村博彦                    | 2008年8月6日 -2008年9月24日    |
| 麻生内閣                 | 麻生内閣                    | 坂本哲志                     | 鈴木淳司                    | 中村博彦                    | 2008年9月29日 - 2009年9月16日  |
| 鳩山由紀夫内閣           | 鳩山由紀夫内閣              | 小川淳也                     | 階猛                        | 長谷川憲正                  | 2009年9月18日 - 2010年6月8日   |
| 菅直人内閣               | 菅直人内閣                  | 小川淳也                     | 階猛                        | 長谷川憲正                  | 2010年6月9日 - 2010年9月17日   |
|                          | 第1次改造内閣               | 内山晃                       | 逢坂誠二                    | 森田高                      | 2010年9月21日 - 2011年1月14日  |
|                          | 第2次改造内閣               | 内山晃                       | 逢坂誠二                    | 森田高                      | 2011年1月18日 - 2011年6月27日  |
| 浜田和幸                 | 第2次改造内閣               | 2011年6月27日 - 2011年9月2日 | 逢坂誠二                    | 森田高                      |                                |
| 野田内閣                 | 野田内閣                    | 福田昭夫                     | 主濱了                      | 森田高                      | 2011年9月5日 - 2012年1月13日   |
|                          | 第1次改造内閣               | 福田昭夫                     | 主濱了                      | 森田高                      | 2012年1月13日 - 2012年4月4日   |
| （欠員）                 | 第1次改造内閣               | 福田昭夫                     | 2012年4月5日                | 森田高                      |                                |
| 加賀谷健                 | 第1次改造内閣               | 福田昭夫                     | 2012年4月6日 - 2012年6月4日 | 森田高                      |                                |
| 加賀谷健                 |                             | 福田昭夫                     | 第2次改造内閣               | 森田高                      | 2012年6月4日 - 2012年6月27日   |
| 加賀谷健                 | （欠員）                    | 2012年6月28日 - 2012年7月6日 | 第2次改造内閣               | 森田高                      |                                |
| 加賀谷健                 | 稲見哲男                    | 2012年7月6日 - 2012年10月1日 | 第2次改造内閣               | 森田高                      |                                |
|                          | 稲見哲男                    | 第3次改造内閣                | 石津政雄                    | 森田高                      | 2012年10月1日 - 2012年12月26日 |
| 第2次安倍内閣            | 第2次安倍内閣               | 橘慶一郎                     | 片山さつき                  | 北村茂男                    | 2012年12月26日 - 2013年9月30日 |
| 第2次安倍内閣            | 第2次安倍内閣               | 松本文明                     | 藤川政人                    | 伊藤忠彦                    | 2013年9月30日 - 2014年9月3日   |
|                          | 改造内閣                    | 武藤容治                     | 赤間二郎                    | 長谷川岳                    | 2014年9月4日 - 2014年12月24日  |
| 第3次安倍内閣            | 第3次安倍内閣               | 武藤容治                     | 赤間二郎                    | 長谷川岳                    | 2014年12月25日 -2015年10月9日  |
|                          | 第1次改造内閣               | 輿水恵一                     | 森屋宏                      | 古賀篤                      | 2015年10月9日 -2016年8月5日    |
|                          | 第2次改造内閣               | 冨樫博之                     | 金子恵美                    | 島田三郎                    | 2016年8月5日 -2017年8月7日     |
|                          | 第3次改造内閣               | 小倉將信                     | 山田修路                    | 小林史明                    | 2017年8月7日 -2017年11月2日    |
| 第4次安倍内閣            | 第4次安倍内閣               | 小倉將信                     | 山田修路                    | 小林史明                    | 2017年11月2日 -2018年10月4日   |
|                          | 第1次改造内閣               | 大西英男                     | 國重徹                      | 古賀友一郎                  | 2018年10月4日 - 2019年9月13日  |
|                          | 第2次改造内閣               | 木村弥生                     | 斎藤洋明                    | 進藤金日子                  | 2019年9月13日 -2020年9月18日   |
| 菅義偉内閣               | 菅義偉内閣                  | 谷川とむ                     | 古川康                      | 宮路拓馬                    | 2020年9月18日-2021年10月6日    |
| 第1次岸田内閣            | 第1次岸田内閣               | 鳩山二郎                     | 渡辺孝一                    | 三浦靖                      | 2021年10月6日-2021年11月11日   |
| 第2次岸田内閣            | 第2次岸田内閣               | 第2次岸田内閣                | 渡辺孝一                    | 三浦靖                      | 2021年11月11日-2022年8月12日   |
|                          | 第1次改造内閣               | 国光文乃                     | 杉田水脈                    | 中川貴元                    | 2022年8月12日-2022年12月27日   |
|                          | 第1次改造内閣               | 国光文乃                     | 長谷川淳二                  | 中川貴元                    | 2022年12月27日-2023年9月15日   |
| 第2次改造内閣            | 小森卓郎                    | 船橋利実                     | 長谷川淳二                  | 2023年9月15日-2024年1月31日 |                                |
| 第2次改造内閣            |                             | 船橋利実                     | 長谷川淳二                  | 西田昭二                    | 2024年1月31日-2024年10月3日    |
| 第1次石破内閣            | 第1次石破内閣               | 船橋利実                     | 長谷川淳二                  | 西田昭二                    | 2024年10月3日-2024年11月13日   |
| 第2次石破内閣            | 第2次石破内閣               | 川崎秀人                     | 古川直季                    | 長谷川英晴                  | 2024年11月13日-                |